# Dianne Balestrat
Dianne Fromholtz Balestrat (* 10. August 1956 als Dianne Fromholtz in Albury, New South Wales) ist eine ehemalige australische Tennisspielerin.

## Karriere
Balestrat begann bereits im Alter von sieben Jahren Tennis zu spielen. Mit 16 verließ sie die Schule, um an internationalen Turnieren teilzunehmen. 1973 begann sie ihre Profilaufbahn auf der WTA Tour. Im Januar 1977 kam sie bis ins Endspiel der Australian Open, sie verlor dort mit 2:6, 5:7 gegen Kerry Reid. Sie erreichte 1979 und 1980 jeweils das Halbfinale der French Open und 1976 das der US Open. 1979 war sie im Einzel zwischenzeitlich die Nummer 4 der Welt.
Ihr größter Erfolg war jedoch der Doppeltitel 1977 bei den Australian Open an der Seite von Helen Gourlay. Sie besiegten im Finale Betsy Nagelsen und Kerry Reid in drei Sätzen.
1974 gewann Balestrat mit dem australischen Fed-Cup-Team gegen die Vereinigten Staaten den Mannschaftswettbewerb.

## Persönliches
Im Dezember 1982 heiratete sie Claude Balestrat in Dural.

## Erfolge bei Grand-Slam-Turnieren

### Einzel: Finalteilnahme
| Jahr        | Turnier         | Finalgegnerin | Ergebnis |
| ----------- | --------------- | ------------- | -------- |
| 1977 (Jan.) | Australian Open | Kerry Reid    | 7:5, 6:2 |

### Doppel: Turniersieg
| Jahr        | Turnier         | Partnerin     | Finalgegnerinnen          | Ergebnis      |
| ----------- | --------------- | ------------- | ------------------------- | ------------- |
| 1977 (Jan.) | Australian Open | Helen Gourlay | Betsy Nagelsen Kerry Reid | 5:7, 6:1, 6:4 |